# Rudolf Hell
Rudolf Hell (19 de diciembre de 1901 - 11 de marzo de 2002) fue un inventor alemán.

## Biografía
Natural de Eggmül, en Baviera (Alemania), estudió Electrotecnia en la Alta Escuela Técnica de Múnich, donde alcanzó el grado de Doctor. Inventó numerosos aparatos y equipos para el tratamiento de imágenes y otras aplicaciones, entre los que se cuentan los primeros tubos analizadores de imagen para TV (1924), un radiogoniómetro "de rumbo directo" precursor del actual VOR (1926), el teleinscriptor de su nombre (Hellschreiber, 1929), el fax (1948), el escáner y otros ingenios para la transmisión electrónica de textos e imágenes, además de maquinaria para las artes gráficas. También inventó el "klischograh", máquina industrial con la cual se graban cilindros de huecograbado para las rotativas (imprimir periódicos, etiquetas, etc.)
Fundó Hell gravure systems, con sede en Kiel y líder del sector a nivel mundial, que se dedica a la fabricación de grabadoras para cilindros de huecograbado.
Falleció a los 100 años en Kiel.

## Literatura
- Boris Fuchs, Christian Onnasch. Dr.-Ing. Rudolf Hell: der Jahrhundert-Ingenieur im Spiegelbild des Zeitgeschehens; sein beispielhaftes Wirken. Ed. Braus, Heidelberg, 2005, ISBN 3-89904-163-1.

- Manfred Raether. Linotype – Chronik eines Firmennamens. e-Buch (PDF); Schöneck 2009.